# 拟环纹豹蛛
拟环纹豹蛛（学名：Pardosa pseudoannulata）为狼蛛科豹蛛属的动物。分布于印度至日本、台湾岛以及中国大陆的吉林、辽宁、河北、山东、江苏、安徽、江西、福建、湖北、湖南、广东、宁夏、内蒙古、四川、云南等地，常栖息于稻田以及草丛。该物种的模式产地在日本。